# Кетовский район (1944—1959)
Кетовский район — административная единица Курганской области РСФСР, существовавшая в 1944—1959 годах. В настоящее время территория Кетовского района входит в состав Кетовского района и города Кургана Курганской области.
Административный центр — село Кетово.

## География
Район был расположен в центральной части Курганской области.
Граничил:
- на западе — с Курганским районом и городом Курганом
- на севере —  с Белозерским районом
- на востоке — с  Варгашинским районом
- на юге — с  Глядянским районом.

## История
Район образован Указом Президиума Верховного Совета РСФСР от 15 февраля 1944 года в составе Курганской области. В его состав вошло 13 сельсоветов, выделенных из Курганского района: Анчутинский, Барабинский, Беспаловский, Галкинский, Глинский, Кетовский, Колесниковский, Колташевский, Лукинский, Падеринский, Темляковский, Шепотковский, Шкодинский.
Постановлением секретариата Президиума Верховного Совета РСФСР от 27 ноября 1947 года Лесниковский сельсовет включён в учётные данные.
Указом Президиума Верховного Совета РСФСР от 5 октября 1949 года п. Нечаевка перечислен из Курганского района в состав Кетовского района.
Указом Президиума Верховного Совета РСФСР от 14 июня 1954 года упразднены Лукинский, Темляковский и Шкодинский сельсоветы.
Решением Курганского облисполкома от 26 декабря 1956 года упразднён Шепотковский сельсовет, образован Конезаводской сельсовет.
Решением Курганского облисполкома от 14 мая 1959 года упразднены Анчутинский, Галкинский и Лесниковский сельсоветы.
Указом Президиума Верховного Совета РСФСР от 4 ноября 1959 года район был упразднён, его территория вошла в состав Курганского района. Центр Курганского района перенесён из с. Введенское в с. Кетово.

## Пресса
Газета «Красное знамя» — орган Кетовского районного комитета КПСС и райсовета депутатов трудящихся Курганской области.

## Райком
Документы Кетовского районного комитета КПСС и районного комитета ВЛКСМ сданы в архив.